# Milan Šašik
Milan Šašik (Abaszállás, 1952. szeptember 17. – Ungvár, 2020. július 14.) a Munkácsi görögkatolikus egyházmegye püspöke.

## Pályafutása
1971-től 1976-ig a pozsonyi szemináriumban tanult filozófiát és teológiát. 1971-ben belépett a lazarista rendbe, ahol 1975-ben tett örökfogadalmat. 1976. június 6-án szentelték pappá. Ezt követően káplánként szolgált, majd Perecseny plébánosává nevezték ki.
1990-től 1992-ig Rómában, a Teresianumban tanult, ahol licenciát szerzett. Ezt követően 1992-ig az ukrajnai apostoli nunciatúrán dolgozott Antonio Franco titkáraként. Egy évig Szlovákiában a lazarista novíciusok magisztere volt, majd 2000-től a kárpátaljai Perecsenyben szolgált plébánosként.

### Püspöki pályafutása
2002. november 12-én II. János Pál pápa bononiai címzetes püspökké és munkácsi görögkatolikus apostoli kormányzóvá nevezte ki. 2003. január 6-án szentelte püspökké II. János Pál pápa Rómában; beiktatására január 25-én került sor az ungvári Szent Kereszt felmagasztalása székesegyházban. 2010. március 17-én kapott megyéspüspöki kinevezést.
2020. július 14-én rosszul lett, életét a kórházban sem sikerült megmenteni. Temetése két napon át zajlott Ungváron. Testét utolsó kérésének megfelelően az ungvári görögkatolikus székesegyház kriptájában, közvetlen boldog Romzsa Tódor maradványai fölött helyezték el július 20-án.